# FK Soko Drežnica
FK Soko je bosanskohercegovački nogometni klub iz Drežnice kod Mostara.

## Vanjske poveznice
- O FK Soko na dreznica.com